# Mołdzie
Mołdzie est un village polonais du district administratif d'Ełk, dans le powiat d'Ełk, voïvodie de Varmie-Mazurie, au nord-est du pays. 

## Description
Il est situé à environ 9 km à l'ouest d'Ełk et à 115 km à l'est de la capitale régionale Olsztyn.